# 金焰旗

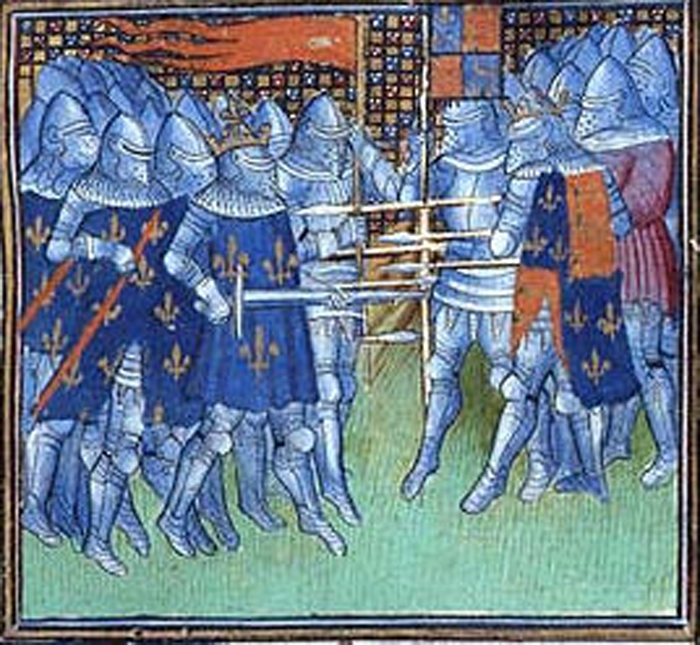
1356年的普瓦捷戰役，上方左側可以看到金焰旗。

聖但尼修院金焰旗（法語：l'oriflamme de l'abbaye de Saint-Denis），一般簡稱為金焰旗（法語：Oriflamme），中文又習慣稱為聖但尼軍旗。是中世紀法蘭西王國的神聖戰旗。最早是源自巴黎附近聖但尼修院的聖旗。當金焰旗由法王下令在戰場上豎起時，法軍不會饒恕任何敵人的性命。該戰術主要是用於造成敵人，尤其貴族的恐懼，因為傳統上被俘虜的貴族可以透過贖金贖回而不會被殺。
Oriflamme源自拉丁文aurea flamma，意為金色火焰。今天在法文中可以代指所有底部有尖端的旗幟，有一說今天法國國旗的紅白藍三色中的紅色即是象徵金焰旗。

## 傳說
金焰旗在11世紀吟遊詩人傳唱的《羅蘭之歌》中作為王家旗幟出現，最早稱作羅曼尼（Romaine），後又改稱蒙茹瓦（Montjoie）。根據傳說，查理曼將聖旗帶到聖地以實現一則關於金槍騎士的預言，根據該預言，金色烈焰將會燒盡薩拉森人。這一傳說被解讀為最初長槍才是聖物，旗幟只是單純的裝飾，但隨著時間使象徵物改變。

## 歷史
金焰旗最早由法王路易六世於1124年使用，最後一次的使用紀錄是1415年的阿金庫爾戰役，不過有一面金焰旗被放置在聖但尼修院直到18世紀。
路易六世用聖但尼修院的金焰旗取代過去的聖瑪爾定旗幟。傳說該旗幟是由法蘭克國王達戈貝爾特一世親自授予聖但尼修院，該旗幟飄舞在聖但尼的墓上。一直到12世紀，金焰旗的掌旗官都是向聖但尼宣誓並做為修院的守護者的弗克桑伯爵。在戰爭爆發時，路易六世在聖但尼修院的團契中將金焰旗自墓上取走，並將它帶上戰場。
根據紀錄，金焰旗曾經出現在以下戰役中：
- 1147年 第二次十字軍東征[7]
- 1190年 第三次十字軍東征[8]
- 1214年 布汶戰役[9]
- 1248年 第七次十字軍東征[10]
- 1304年 蒙桑佩韋勒戰役[11]
- 1346年 克雷西會戰[12]
- 1356年 普瓦捷戰役[13]
- 1382年 羅斯貝克戰役[14]

金焰旗在中世紀史中遺失至少四次：路易九世的十字軍東征，蒙桑佩韋勒戰役，克雷西戰役，普瓦捷戰役。

## 外觀與含意
該旗幟為一面紅色或橘紅色的絲綢旗幟，掛在一把鍍金的長槍上。根據傳說，紅色是因為浸泡在被斬首的聖但尼血中而成。
根據現存的史料紀錄，金焰旗會隨時間不斷被替換更新，除了顏色外，每一面的外觀都十分不同。
當金焰旗豎立在戰場上時不得收留任何俘虜，只能將敵人殺盡，因此紅色也被視為是殘暴與兇猛的象徵。
一直到十五世紀，藍底（源自聖瑪爾定的長袍）金百合花飾是法蘭西王家的徽章，在戰場上則由金焰旗做為王家象徵。十五世紀後，聖女貞德的白底與金百合花旗幟取代了藍色王室徽章與金焰旗成為法蘭西王室象徵。
今天法國國旗的紅、白、藍三色有一說即代表聖但尼的紅、聖女貞德的白與聖瑪爾定的藍。

中世紀的法蘭西王室旗幟
18世紀大革命前的法蘭西王室旗幟
今天的法國國旗

## 金焰旗掌旗官
金焰旗掌旗官（法語：porte-oriflamme）和元帥與王室統帥一樣是軍銜，且具有極高榮譽。但戰場中因為很顯眼，所以是非常重要且危險的職務，在戰況不佳時也不得放棄任務，只得戰死。
編年史家尚·傅華薩對普瓦捷戰役中的金焰旗掌旗官有生動的描述：
傑弗華·德·夏尼爵士在國王側近忠勇獻身。敵人的壓迫和戰吼全都朝他而來，因為他肩負著國王的旗幟（金焰旗）。他面前還有一面屬於他自己的旗幟：紅色三面錢盾。大量的英格蘭與加斯科涅人從四面八方湧入，瓦解國王軍隊的陣型並將他們擊垮。英格蘭人和加斯科涅人實在太多，至少每五位披甲戰士同時攻擊一位（法蘭西）勇士。當法蘭西的旗幟紛紛落地時，只有傑弗華·德·夏尼爵士在戰死時仍緊握他的旗幟。

### 著名的金焰旗掌旗官
- 傑弗華·德·夏尼（英语：Geoffroi de Charny）：14世紀的騎士與多部騎士文學的作者。他首次執掌金焰旗是在1347年解圍加萊失敗時[19]，在普瓦捷戰役中為保護金焰旗而死[13]。
- 阿爾諾·奧德雷海姆：14世紀原法國元帥。他在1368年到1370年逝世為止擔任金焰旗掌旗官，但未曾在戰鬥中執掌金焰旗。
- 皮埃爾·德·維耶爾爵士（Sir Pierre de Villiers）：1382年羅斯貝克戰役對抗菲利普·范阿特威爾德（英语：Philip van Artevelde）領導的根特叛軍中執掌金焰旗[18]。
- 紀堯姆·德·瑪特（Guillaume de Martel）：巴克維勒勛爵。在阿金庫爾戰役中執掌金焰旗並戰死[20]。

## 流行文化
- 歷史頻道電視劇《維京傳奇》第三季第八集中，法軍舉起金焰旗鼓舞士氣對抗攻打巴黎的維京人。
- 歷史頻道電視劇《騎士殞落（英语：Knightfall (TV series)）》第二季第六集中，法王腓力四世圍攻聖殿騎士團聖殿時舉起金焰旗。